# ئی‌ای یوتبری
ئی‌ای یوتبری (به انگلیسی: EA Gothenburg) (که در سالهای ۲۰۱۲ تا ۲۰۲۰ گوست گیمز نام داشت) یک توسعه‌دهنده بازی ویدئویی سوئدی متعلق به الکترونیک آرتس است که در یوتبری واقع شده‌است. استودیو دارای دو مکان دیگر است؛ یکی در گیلفورد در انگلستان و دیگری در بخارست، رومانی واقع شده‌است و نظارت بر توسعه بازی‌های ویدئویی جنون سرعت را بر عهده دارد
جنون سرعت رقبا اولین عنوان منتشر شده توسط گوست گیمز بود که با کمک اضافی از کرایتریون گیمز توسعه یافت. در حال حاضر آخرین بازی منتشر شده توسط الکترونیک آرتس و گوست گیمز جنون سرعت حرارت است که در سال ۲۰۱۹ منتشر شد. تمام بازی‌های توسعه یافته توسط این استودیو از موتور بازی فراست‌بایت استفاده می‌کنند.
ئی‌ای در فوریه ۲۰۲۰ اعلام کرد که قصد دارد گوست گیمز را به یک استودیوی پشتیبانی مهندسی برای تمام ئی‌ای بازگرداند و در عین حال امتیاز جنون سرعت را به کرایتریون گیمز بازگرداند.

## بازی‌های توسعه یافته
| سال  | بازی ویدئویی                  | پلتفرم               | یادداشت                                |
| ---- | ----------------------------- | -------------------- | -------------------------------------- |
| ۲۰۱۳ | جنون سرعت رقبا                | مایکروسافت ویندوز    |                                        |
| ۲۰۱۳ | جنون سرعت رقبا                | پلی‌استیشن ۳          |                                        |
| ۲۰۱۳ | جنون سرعت رقبا                | پلی‌استیشن ۴          |                                        |
| ۲۰۱۳ | جنون سرعت رقبا                | ایکس‌باکس ۳۶۰         |                                        |
| ۲۰۱۳ | جنون سرعت رقبا                | ایکس‌باکس وان         |                                        |
| ۲۰۱۵ | جنون سرعت (بازی ویدئویی ۲۰۱۵) | مایکروسافت ویندوز    |                                        |
| ۲۰۱۵ | جنون سرعت (بازی ویدئویی ۲۰۱۵) | پلی‌استیشن ۴          |                                        |
| ۲۰۱۵ | جنون سرعت (بازی ویدئویی ۲۰۱۵) | ایکس‌باکس وان         |                                        |
| ۲۰۱۷ | جنون سرعت بازپرداخت           | مایکروسافت ویندوز    |                                        |
| ۲۰۱۷ | جنون سرعت بازپرداخت           | پلی‌استیشن ۴          |                                        |
| ۲۰۱۷ | جنون سرعت بازپرداخت           | ایکس‌باکس وان         |                                        |
| ۲۰۱۹ | جنون سرعت حرارت               | مایکروسافت ویندوز    |                                        |
| ۲۰۱۹ | جنون سرعت حرارت               | پلی‌استیشن ۴          |                                        |
| ۲۰۱۹ | جنون سرعت حرارت               | ایکس‌باکس وان         |                                        |
| ۲۰۲۱ | بتلفیلد ۲۰۴۲                  | مایکروسافت ویندوز    | کارهای اضافی به عنوان استودیوی پشتیبان |
| ۲۰۲۱ | بتلفیلد ۲۰۴۲                  | پلی‌استیشن ۴          | کارهای اضافی به عنوان استودیوی پشتیبان |
| ۲۰۲۱ | بتلفیلد ۲۰۴۲                  | پلی‌استیشن ۵          | کارهای اضافی به عنوان استودیوی پشتیبان |
| ۲۰۲۱ | بتلفیلد ۲۰۴۲                  | ایکس‌باکس وان         | کارهای اضافی به عنوان استودیوی پشتیبان |
| ۲۰۲۱ | بتلفیلد ۲۰۴۲                  | ایکس‌باکس سری ایکس/اس | کارهای اضافی به عنوان استودیوی پشتیبان |